# Angelroda
Angelroda là một đô thị ở huyện Ilm, bang Thüringen, Đức, thành lập năm 958.
Diện tích là 4,94 km2, dân số thời điểm 31 tháng 12 năm 2006 là 434 người.